# Das Ende einer Affäre (1999)
Das Ende einer Affäre (Originaltitel: The End of the Affair) ist ein US-amerikanisch-britisches Filmdrama von Neil Jordan aus dem Jahr 1999. Das Drehbuch beruht auf dem gleichnamigen Roman von Graham Greene aus dem Jahr 1951, der bereits 1955 das erste Mal mit demselben Titel verfilmt wurde.

## Handlung
Der Schriftsteller Maurice Bendrix beginnt ein Buch mit dem Satz „Dies ist ein Tagebuch des Hasses“ („This is a diary of hate“): In einer verregneten Nacht im London des Jahres 1946 trifft Bendrix zufällig seinen alten Bekannten Henry Miles, der ihm vor einigen Jahren für einen Roman Informationen geliefert hatte. Henrys Frau Sarah und Bendrix hatten sich damals leidenschaftlich ineinander verliebt. Trotzdem hatte Sarah die Affäre gegen Ende des Krieges abrupt beendet. Miles gesteht nun Bendrix seinen Verdacht, seine Frau betrüge ihn, und er überlegt, ob er sie durch einen Privatdetektiv überwachen lassen soll. Nachdem er aber darauf verzichtet hat, engagiert Bendrix ohne Miles’ Wissen den Privatermittler Mr. Parkis. Während die Geschichte ihren Lauf nimmt, zeigen Rückblenden, wie die Beziehung der beiden während des Kriegs ihren Anfang nahm.
Bendrix erfährt von Parkis, dass Sarah unter dem Vorwand von Zahnarztbesuchen regelmäßig einen katholischen Priester aufsucht. Bendrix’ Leidenschaft für Sarah ist ungebrochen, und die Eifersucht steigt in ihm hoch. Eine Rückblende zeigt, wie er Sarah bedrängt, sie möge ihren Mann für ihn verlassen. Sarah und Bendrix können sich ungestört treffen, da Henry meistens dienstlich unterwegs ist. Die Beziehung der beiden endet plötzlich, als eine deutsche V1 Bombe in der Nähe der Wohnung einschlägt. Bendrix stürzt die Treppe hinunter und wird bewusstlos. Als er später aufwacht, ist Sarah sichtlich schockiert. Bendrix hält ihr vor, sie sei enttäuscht, dass er noch lebt. Ohne eine Erklärung verlässt sie den Raum und bricht jeden Kontakt mit ihm ab.
Zurück in der Gegenwart gelangt Parkis in den Besitz von Sarahs Tagebuch und übergibt es Bendrix. Darin beschreibt sie die Tage der Trennung aus ihrer Perspektive: Als die Bombe einschlug, rannte sie die Treppe herunter und fand ihn, ohne Pulsschlag, wie tot vor. Als ihre Versuche ihn wiederzubeleben keinen Erfolg haben, kehrt sie nach oben zurück und betet zu Gott, den sie um sein Leben anfleht. Sie gibt Gott das Versprechen, Bendrix nicht mehr zu sehen, wenn er nur am Leben bleibt. In diesem Moment betritt Bendrix den Raum. 
Da er den wahren Umstand der Trennung nun kennt, stellt er Sarah zur Rede. Sie gesteht ihm, ohne ihn jeden Lebenswillen verloren zu haben, und dass sie das Versprechen an Gott nicht länger halten kann und will.
Henry, der nun erkennt, dass Bendrix und Sarah eine Affäre hatten, bittet seine Frau verzweifelt, ihn nicht zu verlassen, gerade, als sie beschlossen hat, ihre Zukunft gemeinsam mit Bendrix zu verbringen. Sie fährt mit Bendrix für ein Wochenende nach Brighton, verspricht, ihn zu heiraten, und wieder ist der Privatdetektiv Parkis im Spiel, den dieses Mal der Ehemann beauftragt hat. Henry spürt das Paar auf, um den beiden mitzuteilen, dass Sarah an einer tödlichen Krankheit leidet und nur noch drei Monate zu leben hat. Henry bittet Bendrix, in sein Haus zu ziehen, damit Sarah nicht allein ist, während er zur Arbeit muss. Sie verleben Sarahs letzte Tage gemeinsam.
Sarah bewegt der Gedanke, dass ihr Geliebter zwar lebt, dass sie aber ihr Gelübde gebrochen hat und nun an seiner Stelle sterben wird.
Nach Sarahs Tod versucht der Priester, Henry für ein katholisches Begräbnis zu gewinnen. In einem hasserfüllten Ausbruch beschuldigt Bendrix den Priester, ihn und Sarah mit seinem „Humbug“, an den weder er noch Sarah wirklich glaubten, auseinandergebracht zu haben. Bendrix beendet in Henrys Haus sein Buch, und es wird deutlich, dass sein „Hass“ Gott gilt.

## Produktion
Graham Greene schrieb den Roman während seiner Affäre mit Catherine Walston, Frau des Farmers und Politikers und späteren Peers Henry Walston, die 1946 angefangen hatte und die bis in die sechziger Jahre andauerte. Sein Buch hat er Catherine Walston gewidmet.
Der Film wurde in London, in Brighton und in den Shepperton Studios gedreht. Das Allegro Maestoso ma Appassionato aus der Cellosonate Op. 8. von Zoltán Kodály spielt Frans Helmerson.
Ralph Fiennes wurde von Tobias Meister synchronisiert, Julianne Moore von Judith Brandt.
Die Produktionskosten betrugen schätzungsweise 23 Millionen US-Dollar. 
Der Film spielte in den Kinos der USA ca. 10,66 Millionen US-Dollar ein und in den britischen Kinos ca. 3,58 Millionen Pfund Sterling.

## Kritiken
Kenneth Turan schrieb in der Los Angeles Times vom 3. Dezember 1999, der Film sei „emotional anspruchsvoll“ und habe alles, was eine in der Epoche eingebettete Liebesgeschichte brauche; darunter die Filmmusik und die „leidenschaftlichen“ Darstellungen von Ralph Fiennes und Julianne Moore. Der Film sei jedoch nicht nur ein Liebesfilm, sondern er sei komplexer.
Das Lexikon des internationalen Films lobte die „stilistische Geschlossenheit“ und die „genauen, nüchternen Dialoge“. Der Film spreche „ein heutiges Publikum“ nur „begrenzt“ an.

## Auszeichnungen
Julianne Moore als Beste Hauptdarstellerin und Roger Pratt für die Beste Kameraarbeit wurden im Jahr 2000 für den Oscar nominiert. Neil Jordan, Julianne Moore, Michael Nyman und der Film als Bestes Drama wurden 2000 für den Golden Globe Award nominiert.
Neil Jordan gewann im Jahr 2000 für das Drehbuch den BAFTA Award. Zu den neun Nominierungen für den BAFTA Award gehörten jene für Neil Jordan als Regisseur, Ralph Fiennes und Julianne Moore. Julianne Moore wurde 2000 für den Screen Actors Guild Award, den Chlotrudis Award und den Chicago Film Critics Association Award nominiert. Das Drehbuch wurde 2000 für den USC Scripter Award nominiert; Neil Jordan gewann 2001 für das Drehbuch den Evening Standard British Film Award. Julianne Moore, Ralph Fiennes, Neil Jordan als Drehbuchautor und der Film wurden 2001 für den London Critics Circle Film Award nominiert.